# Son of a Plumber
Son Of a Plumber é um álbum duplo do músico sueco Per Gessle, lançado em 2005. As músicas desses álbuns possuem uma sonoridade inspirada no rock dos anos 60, e mostram um Per Gessle que às vezes soa experimental e que se mostra livre para criar suas canções.
As músicas ora possuem vários arranjos (tais como teclados e naipes de metais e cordas), ora são instrumentais ou são apenas vinhetas. Son of a Plumber mostra um lado musical do Per totalmente distinto do Roxette.
O ponto alto de Son of a Plumber é o medley The Junior Suite, com 5 canções que formam uma sequência. Possivelmente foi inspirada nos medleys presentes no álbum Abbey Road, dos Beatles. Este álbum também possui a reprise de uma de suas faixas, assim como ocorre no álbum Sgt. Pepper's Lonely Hearts Club Band, também dos Beatles.

## CD 1
1. Drowning In Wonderful Thoughts About Her
2. Jo-Anna Says
3. I Have a Party In My Head (I Hope It Never Ends)
4. C'mon
5. Week With Four Thursdays
6. Hey Mr. DJ (Won't You Play Another Love Song)
7. Late, Later On
8. Ronnie Lane
9. The Junior Suite: Are You An Old Hippie, Sir?
10. The Junior Suite: Double Headed Elvis
11. The Junior Suite: Something In The System
12. The Junior Suite: Speed Boat to Cuba
13. The Junior Suite: Come Back Tomorrow (And We Do It Again)

## CD 2
1. Kurt - The Fastest Plumber In The West
2. I Never Quite Got Over The Fact That The Beatles Broke Up
3. Substitute (For The Real Deal)
4. Waltz For Woody
5. Carousel
6. I Like it Like That
7. Something Happened Today
8. Brilliant Career
9. Burned Out Heart
10. Drowning In Wonderful Thoughts About Her (Reprise)
11. Making Love Or Expecting Rain
12. Ghost Track

## Faixas Bônus
1. A Girl Like You
2. Keep The Radio On (This is The Perfect Song) (regravação do álbum The Lonely Boys)
3. Plonk

## Paradas
| Parada (2005-2006) | Melhor posição |
| ------------------ | -------------- |
| Suécia             | 1              |